# Hydropsyche fumata
Hydropsyche fumata är en nattsländeart som beskrevs av Wolfgang Tobias 1972. Hydropsyche fumata ingår i släktet Hydropsyche och familjen ryssjenattsländor. Inga underarter finns listade i Catalogue of Life.